# نویگی‌تر
نَویگی‌تِر (انگلیسی: The Navigator) یک فیلم به کارگردانی دانالد کریسپ و باستر کیتون است که در سال ۱۹۲۴ منتشر شد. از بازیگران آن می‌توان به باستر کیتون و کاترین مک‌گوار اشاره کرد.
لازم است ذکر شود که «نَویگِی‌تِر»، نام یک کشتی است که وقایع اصلیِ فیلم در آن اتفاق می‌افتد و چون «نام خاص» است، نباید ترجمه شود.